# Fontaine-Bellenger
Fontaine-Bellenger település Franciaországban, Eure megyében. Lakosainak száma 1089 fő (2022. január 1.). Fontaine-Bellenger Acquigny, Ailly, Heudebouville, Le Val-d'Hazey és Les Trois Lacs községekkel határos.

## Népesség
A település népességének változása:
| Lakosok száma | 263  | 559  | 712  | 945  | 1094 | 1117 | 1150 | 1155 | 1161 | 1089 |
|               | 1968 | 1982 | 1990 | 2006 | 2013 | 2015 | 2017 | 2019 | 2020 | 2022 |